# Hatton Ier
Hatton Ier, né vers 850 en Alémanie et mort le 15 mai 913 à Mayence, fut abbé du monastère de Reichenau de 888 et archevêque de Mayence de 891 à sa mort. En sa qualité d'archichancelier de la Francie orientale, il contribua à consolider la formation d'un royaume germanique en apportant aux souverains, Louis l'Enfant puis Conrad de Franconie, l'appui des évêchés rhénans.

## Biographie
Noble d'origine alamanne, il fut probablement formé au monastère de Reichenau sur le lac de Constance, dont il était abbé en 888. Il est aussi mentionné comme abbé d’Ellwangen en 887.
Il se fit bientôt remarquer du roi Arnulf, qui le nomma archevêque de Mayence en 891 ; comme son prédécesseur Liutbert († 889), Hatton était à ce point écouté du souverain qu'on le surnommait en son temps le cœur du roi. Il présida les importants synodes de Francfort-sur-le-Main (892) et de Tribur (895), et il accompagna le roi en Italie en 894 et à nouveau au cours de son expédition militaire d'octobre 895 à février 895. À Rome, le pape Formose le reçut avec beaucoup d'égards. La mort de l'empereur Arnulf le 8 décembre 899 le porta à la régence de la Francie orientale, et en fit le protecteur de l'héritier du trône Louis l'Enfant, dont il imposa l’autorité au roi Zwentibold de Lorraine, fils aîné mais illégitime d'Arnulf.

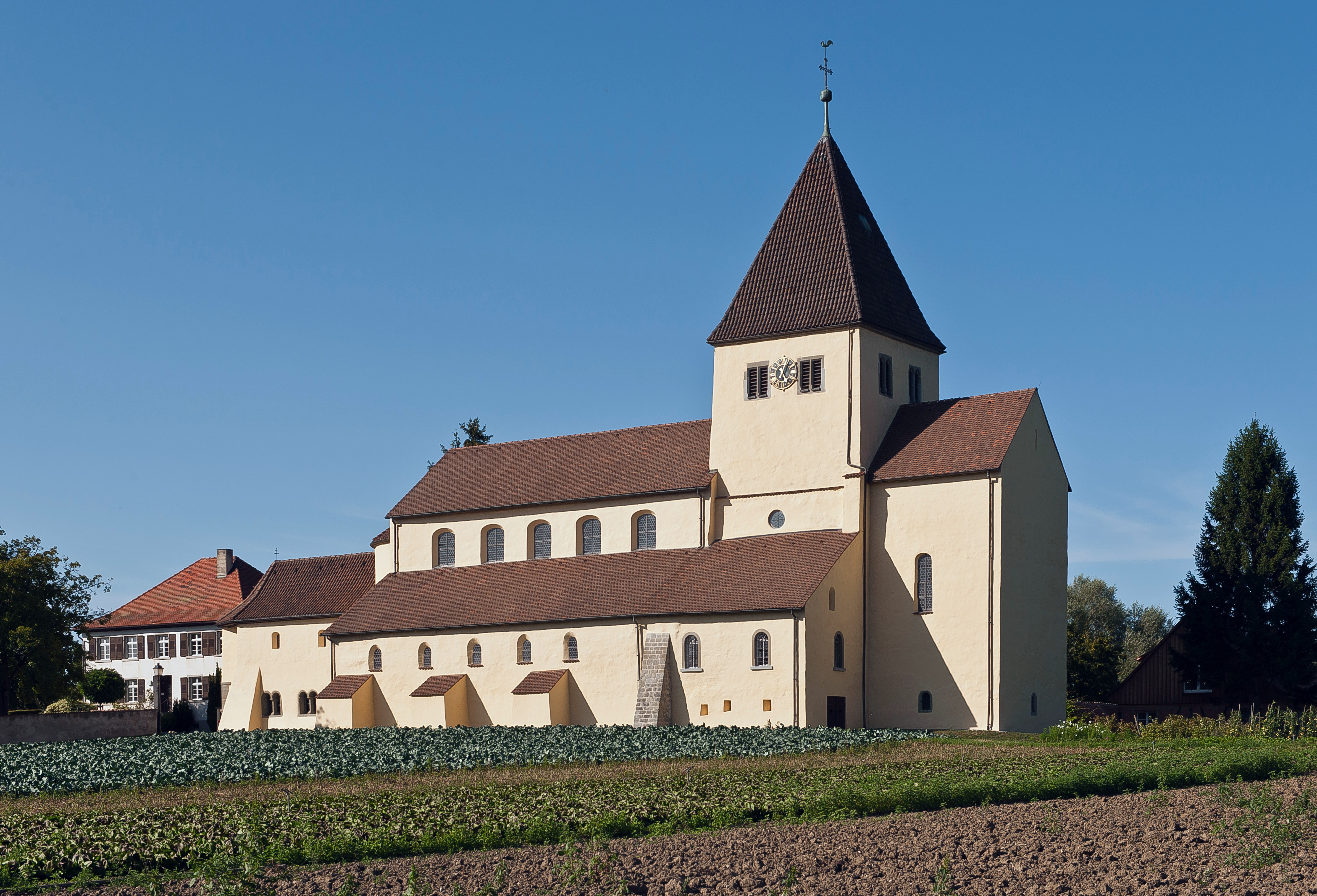
L'église Saint-Georges d'Oberzell.

Loin de négliger ses intérêts, il s'assura en 896 le bénéfice de l’abbaye d'Ellwangen puis en 898 celui de l’abbaye de Lorsch par l'intermédiaire de son frère en la foi, l'évêque Adalbert d'Augsbourg. Son influence s'étendait également à l'abbaye Saint-Pierre-et-Saint-Paul de Wissembourg et au monastère de Klingenmünster. Lors du couronnement impérial d'Arnulf à Rome, Hatton reçut du pape Formose certaines reliques de saint Georges en possession de l'église San Giorgio in Velabro, dont une partie du chef (du crâne) du martyr. Il revint avec ces reliques et répartit son précieux trésor entre différentes institutions religieuses ainsi que le cloître de Reichenau qu'il dirigeait. Là, l'église Saint-Georges d'Oberzell est ainsi fondée – le début de la vénération du martyr dans les pays germanophones.
Au début du Xe siècle, Hatton prit parti pour la famille franconienne des Conradiens dans la faide sanglante qui les opposait aux Popponides, descendants de Henri de Babenberg ; à l'issue de la bataille de Fritzlar le 27 février 906 où le comte Conrad l'Ancien perdit la vie, il négocia la capture de son ennemi Adalbert de Babenberg et le fit exécuter ; selon certaines sources, il a renié par là sa promesse de sauvegarde. Hatton conserva son influence tout au long du règne de Louis l'Enfant, et à la mort du roi en septembre 911, il fut l'un des plus fermes partisans de l’élection du duc Conrad de Franconie, fils de Conrad l'Ancien, au trône. Lorsque la guerre éclata entre Conrad et le duc Henri de Saxe, futur roi de Germanie, les Saxons attribuèrent l’attitude de Conrad à l’influence de Hatton, qui avait intérêt à empêcher Henri d'asseoir son autorité en Thuringe, car l'archevêque de Mayence y détenait d'importantes possessions. Accusé de comploter pour assassiner Henri, il vit les terres de son archevêché en Saxe et en Thuringe ravagées en 912.

## Légendes
Hatton était un homme de grande culture théologique proche des souverains de la Francie orientale. Il fit construire l'église Saint-Georges sur l’île de Reichenau, fit d'importantes donations au diocèse de Mayence et aux abbayes de Fulda et de Reichenau, et fut l'un des maîtres du chroniqueur Réginon de Prüm. Néanmoins, il a gagné une mauvaise réputation par la trahison alléguée envers Adalbert de Babenberg. Cette histoire, toutefois, n'apparaît pas dans les chroniques contemporaines de Réginon, mais fut mentionnée pour la première fois dans le texte intitulé Antapodosis, écrit entre 956 et 958 par Liutprand de Crémone ; le chroniqueur Widukind de Corvey la qualifie de tradition populaire. En Saxe, en effet, il a longtemps passé pour un prélat cruel et retors : selon certaines légendes, il mourut frappé par la foudre, mais d'autres récits disent qu'il fut précipité vivant par le Diable dans le feu de l’Etna. 
La mort de l'archevêque Hatton est également commémorée dans la légende du Mäuseturm de Bingen ; initialement, ce conte étiologique se référait au règne d'Hatton II qui fut archevêque de Mayence de 968 à 970.

## Voir également
- Diète de Tribur